# 잔류 자기
잔류 자기(Remanence) 또는 잔류 자기화, 잔류 자화는 외부 자기장이 제거된 후 강자성 물질(예: 철)에 남겨진 자기이다. 자석이 "자화"되면 잔류성(magnetized)이 있다. 자성물질의 잔류성은 자기저장장치에 자성기억을 제공하고, 고지자기학에서는 과거 지구 자기장에 대한 정보원으로 활용된다. 잔류 자기의 영단어 remanence는 remanent + -ence의 합성어로 "남아있는 것"을 의미한다.
등가 용어인 잔류 자화(residual magnetization)는 일반적으로 공학응용 분야에서 사용된다. 변압기, 전기 모터 및 발전기에서 큰 잔류 자화는 원치 않는 오염이므로 바람직하지 않다(전기 강철 문서 참고). 예를 들어 코일의 전류가 꺼진 후 전자석에 남아 있는 자화이다. 원하지 않는 경우 소자를 통해 제거할 수 있다.
때로는 보유력(retentivity)이라는 용어가 자속 밀도 단위로 측정되는 잔류성을 나타내는 데 사용된다.

## 같이 보기
- 이력 현상